# Elephantomyia takachihoi
Elephantomyia takachihoi là một loài ruồi trong họ Limoniidae. Chúng phân bố ở miền Cổ bắc.